# Alércio Moreira Gomes
Alvércio Moreira Gomes (Cachoeiro do Itapemirim, ES, 12 de março de 1915 — Lisboa, Portugal, 2 de setembro de 1988) foi um astrônomo e matemático brasileiro, formado em Matemática pela Faculdade Nacional de Filosofia (FNFi). Posteriormente, formou-se em Engenharia Civil pela Escola Nacional de Engenharia. Foi professor catedrático de Astronomia da Escola Naval e astrônomo do Observatório Nacional. Tendo ganhado uma bolsa de aperfeiçoamento do observatório estagiou no Observatório de Monte Palomar onde, trabalhando com Fritz Zwicky, descobriu quatro supernovas, duas das quais pertencentes à mesma galáxia. 
Em 1957 transferiu-se para o Observatório do Valongo, onde concorreu para a criação do primeiro curso de graduação em Astronomia no país. Contudo, retornou posteriormente ao Observatório Nacional, sendo-lhe nomeado diretor, cargo que exerceu por apenas três dias, entre 6 e 9 de março de 1961. Deixou a direção para viajar para a Alemanha, onde trabalhou também em diversos observatórios alemães.